# Skolebrød

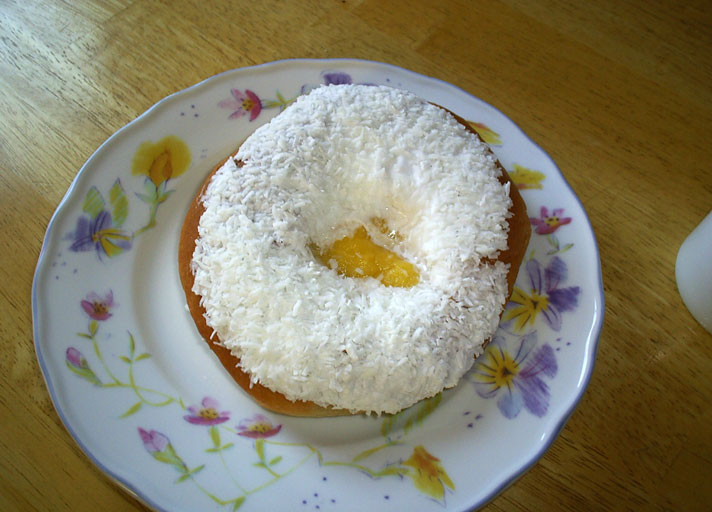
Skolebrød.

Skolebrød eller skolebolle är en söt bulle gjord på vetemjöl. Gropen i mitten är fylld med vaniljkräm och bullen dekoreras med glasyr och kokosflingor.
Skolebrød är ett typiskt norskt bakverk som lanserades under 1950-talet. Namnet skolebrød antyder att bullen främst äts av barn som går i skolan och den ingår ofta i den matsäck som de äter till lunch.
Bullen har haft flera lokala namn och på Sørlandet kallades den tidigare tolvøres, antagligen på grund av priset.
I Norge firas skolebrødets dag sista fredagen före skolornas sommarlov.